# Sungai Kedukan
Sungai Kedukan is een bestuurslaag in het regentschap Banyuasin van de provincie Zuid-Sumatra, Indonesië. Sungai Kedukan telt 6855 inwoners (volkstelling 2010).